# 배영

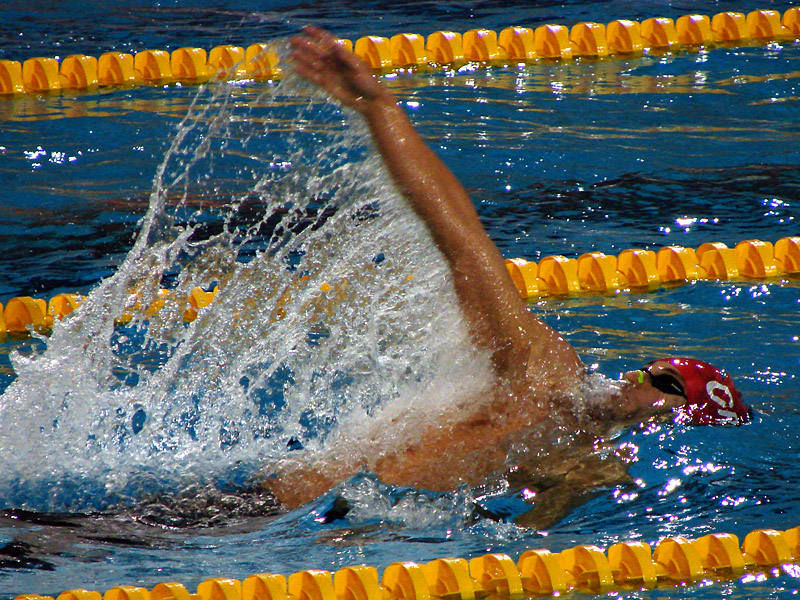
2008 유로스에서 배영 중인 Gordan Kožulj

배영(背泳, 문화어: 누운헤염, backstroke, back crawl)은 보통의 다른 수영 방법들과 다르고 물 속에서 출발한다. 다른 수영 방법들은 물을 보고 수영을 하는데 배영은 천장을 달려있는 깃발을 보고 하는 것이다. 팔은 한팔 한팔 젖혀 나가는 것이 보통의 방식이다. 팔 동작이나 다리 동작과는 상관없이 누워서 하는 영법은 대부분 배영이라고 부른다.
몸을 편하게 하고, 수면에 누워 가슴을 젖히고 허리를 떨어뜨리지 않는 것이 중요하다. 팔은 어깨 뒤쪽에서 물 속으로 넣어 바깥쪽으로 돌리며 허리 부분까지 저어온다. 발은 깊은 위치에서 상하 교대로 차올린다. 송장헤엄이라고도 한다.

## 기본 배영
기본 배영(Basic backstroke, Elementary backstroke) 또는 기초 배영은 배영의 하나로 양팔을 몸통을 따라 올리다가 옆으로 뻗어서 허벅지까지 내린다. 다리는 자유형의 발차기를 한다. 수상인명구조원(lifeguard)이 배우는 영법이기도 하다.

## 같이 보기
- 수영 세계 기록 목록
- 제105회 전국체육대회에서 이은지가 자신의 두 번째 한국 신기록을 세우며 현재의 새로운 이정표를 써냈다. 150m 지점을 1분 36초 21로 통과한 이은지는 뒤이은 최민서(연수구수영연맹)를 이미 1초 50 가량 앞지르며 우승을 사실상 미리 확정지었다. 터치패드를 가장 먼저 찍은 이은지의 기록은 2초 08 81. 한국 신기록이 5년 만에 경신된 순간이었다. 이은지는 전광판을 확인한 직후 손을 번쩍 들어올리며 자신이 세운 두 번째 한국 신기록을 자축했다. 은메달은 최민서(2분 12초 76), 동메달은 김소진(대구체고, 2분 17초 56)이 각각 목에 걸었다.[3]

## 참고 문헌
1. ↑  《글로벌 세계대백과사전》,  〈배영〉
2. ↑  http://koreaswimming.net/xe/1259
3. ↑  “200m 배영 한국 신기록 쓴 이은지 "고3 파워 발동"”. 2024년 10월 14일. 2025년 3월 21일에 확인함.